# Salman của Ả Rập Xê Út
Salman bin Abdulaziz Al Saud (tiếng Ả Rập: سلمان بن عبد العزيز آل سعود, Salman ibn 'Abd al-'Azīz Al Sa'ūd, Najdi Ả Rập phát âm: [Salman ben ʢabd əlʢaziːz ʔaːl sʊʢuːd], Hejazi Ả Rập phát âm: [Salman ben ʕabd alʕaziːz ʔaːl suʕuːd]), sinh ngày 31 tháng 12 năm 1935, là Vua của Ả Rập Xê Út, giám sát viên hai nhà thờ Hồi giáo linh thiêng nhất và người đứng đầu của nhà Saud.
Ông từng là Phó Thống đốc và sau đó Thống đốc tỉnh Riyadh trong 48 năm từ 1963 đến 2011. Ông được bổ nhiệm làm Bộ trưởng Quốc phòng vào năm 2011. Ông cũng được phong làm Thái tử vào năm 2012 sau cái chết của anh trai Nayef bin Abdulaziz Al Saud. Salman lên ngôi vua mới của Saudi Arabia vào ngày 23 Tháng Một năm 2015 sau cái chết của người anh em cùng cha khác mẹ của ông, vua Abdullah. Trong số những sự kiện đáng chú ý nhất trong triều đại của ông cho đến nay có sự can thiệp của quân đội Ả Rập Xê Út vào Yemen, Vụ giẫm đạp Mina 2015, và việc xử tử Nimr al-Nimr cùng 46 người biểu tình khác được công bố vào ngày 02 tháng 1 năm 2016.

## Thời thơ ấu
Salman sinh ngày 31 Tháng 12 năm 1935,và được tường thuật là con trai thứ 25 của vua Ibn Saud. Salman và sáu anh em của mình tạo nên cái được gọi là Sudairi Seven. Ông lớn lên trong cung điện Murabba.
Salman nhận được giáo dục đầu tiên tại Trường Princes ở thủ đô Riyadh, một trường thành lập bởi Ibn Saud đặc biệt để cung cấp giáo dục cho con trai và con gái của ông. Ông nghiên cứu tôn giáo và khoa học hiện đại.

## Thống đốc Riyadh
Salman lần đầu tiên được bổ nhiệm làm Phó thống đốc của tỉnh Riyadh vào năm 1954 khi ông mới 19 tuổi và đã giữ chức vụ cho đến năm 1955.
Ông được bổ nhiệm làm thống đốc của tỉnh Riyadh vào ngày 04 Tháng Hai năm 1963. Nhiệm kỳ của ông kéo dài trong bốn mươi tám năm kể từ năm 1963 đến năm 2011.
Là thống đốc, ông đã đóng góp vào sự phát triển của Riyadh từ một thị trấn cỡ vừa thành một đô thị cỡ lớn. Ông đã phục vụ như là một người giữ liên lạc quan trọng để thu hút du lịch, các dự án vốn đầu tư nước ngoài và về nước mình. Ông thích các mối quan hệ chính trị và kinh tế với phương Tây. Trong khi là Thống đốc, Salman tuyển dụng các cố vấn từ Đại học Vua Saud.
Trong năm thập kỷ là Thống đốc của Riyadh, ông đã trở nên thuần thục về việc quản lý cân bằng một cách tinh tế giữa lợi ích chính quyền, hoàng tộc và Nhà vua trong các quyết định về chính sách của Saudi.
Vào tháng 1 năm 2011, ông ra lệnh bắt giữ những kẻ ăn xin ở Riyadh "những kẻ cố gắng lợi dụng cái "lợi thế" giàu có trong tính hào phóng của người dân". Tất cả những kẻ ăn xin nước ngoài bị trục xuất và người ăn xin gốc Saudi đã được đặt trong một chương trình phục hồi chức năng của Bộ Xã hội.
Ông cũng là Chủ tịch của Quỹ Nghiên cứu và Lưu trữ Vua Abdulaziz (KAFRA), Bảo tàng Vua Abdulaziz,cũng như các Trung tâm Hoàng tử Salman cho nghiên cứu người khuyết tật và Hội từ thiện Hoàng tử Fahd bin Salman cho việc chăm sóc các bệnh nhân mắc bệnh về thận.
Salman cũng tiến hành một số tour du lịch nước ngoài trong suốt triều đại của ông. Năm 1974, ông tới thăm Kuwait, Bahrain và Qatar để tăng cường mối quan hệ của Saudi Arabia với các quốc gia. Ông đã cho thành lập một thư viện trong chuyến thăm tới Montreal, Canada vào năm 1991. Năm 1996, ông đã đến thăm điện Elysee tại Paris do tổng thống đương thời của Pháp - Jacques Chirac. Cùng năm đó ông đã thực hiện chuyến công du tới Bosnia và Herzegovina để đóng góp cho các công dân theo Hồi giáo ở nước này. Trong chuyến của du lịch châu Á vào năm 1998, Salman đã đến thăm Pakistan, Nhật Bản, Brunei và Trung Quốc.
Dưới thời Salman, tỉnh này đã trở thành "một trong những thành phố giàu nhất ở Trung Đông" và một vị trí quan trọng đối với các ngành thương mại. Nơi đây cũng có những cơ sở hạ tầng kinh tế tiên tiến như trường học, các trường đại học và sân vận động thể thao. Về địa bàn của tỉnh, ông nói:
"Mọi làng hoặc thị trấn ở khu vực Riyadh là những điều thân thuộc đối với tôi và chiếm một vị trí đặc biệt trong trái tim tôi.... Tôi đã chứng kiến từng bước phát triển của thành phố Riyadh, và vì lý do này, thật là khó khăn cho tôi khi phải suy nghĩ về việc xa Riyadh. "

## Vua Ả Rập Xê Út
Ngày 23 tháng 1 năm 2015 anh trai của ông là vua Abdullah (الملك عبد الله) qua đời sau một thời gian dài mang bệnh viêm phổi. Ông lên ngôi kế vị trở thành vị vua thứ 7 của Ả Rập Xê Út